# Døvstummelegatet
Døvstummelegatet er en dansk stum komediefilm fra 1913 produceret af Nordisk Films Kompagni og instrueret af Robert Dinesen efter manuskript af Laurids Skands. Filmens hovedroller spilles af Carl Alstrup og Ebba Thomsen. Filmen er en af de forholdsvis få komediefilm, som Robert Dinesen instruerede for Nordisk Film.
Filmen havde dansk premiere den 17. april 1913 i Panoptikon Teatret og blev i tysktalende lande distribueret som Das Taubstummenlegat, i engelsktalende lande som  The Legacy og i fransktalende lande som Un legs pour les sourds-muets.

## Handling
En fattig kunstmaler ser, at der udlovet et legat til en ung kunstner, men legat gives kun til en døvstum kunstner. Kunstmaleren tænker, at han kan spille døvstum for nogle dage og søger legatet, som han bliver tildelt. Han har forinden mødt en sød ung kvinde, som viser sig at være datter til døvstummeinstituttets direktør. Uvidende om relationen mellem maler og datter, giver direktøren kunstmaleren i opgave at udføre et portræt af datteren. En dag på en bar ser direktøren kunstmaleren med sine venner i ivrigt diskussion, og adspurgt forklarer kunstmaleren, at han har en døvstum tvillingebror. Efter mange forviklinger opklares historien, kunstmaleren betaler legatet tilbage, og direktøren betaler det samme for portrættet af datteren, kunstmaler og datter får hinanden, og alt ender godt.

## Medvirkende
- Carl Alstrup - Per Sonne, kunstmaler
- Johannes Ring - Søren Visby, direktør for Døvstummeinstuttet
- Frederik Jacobsen - Bankdirektør Visby, bror til Søren
- Johanne Krum-Hunderup - Bankdirektørens kone
- Ebba Thomsen - Mary Visby, bankdirektørens datter
- Carl Schenstrøm